# Ragály
Ragály là một thị trấn thuộc hạt Borsod-Abaúj-Zemplén, Hungary. Thị trấn này có diện tích 15,54 km², dân số năm 2010 là 659 người, mật độ 42 người/km².